# لایکا میکروسیستمز

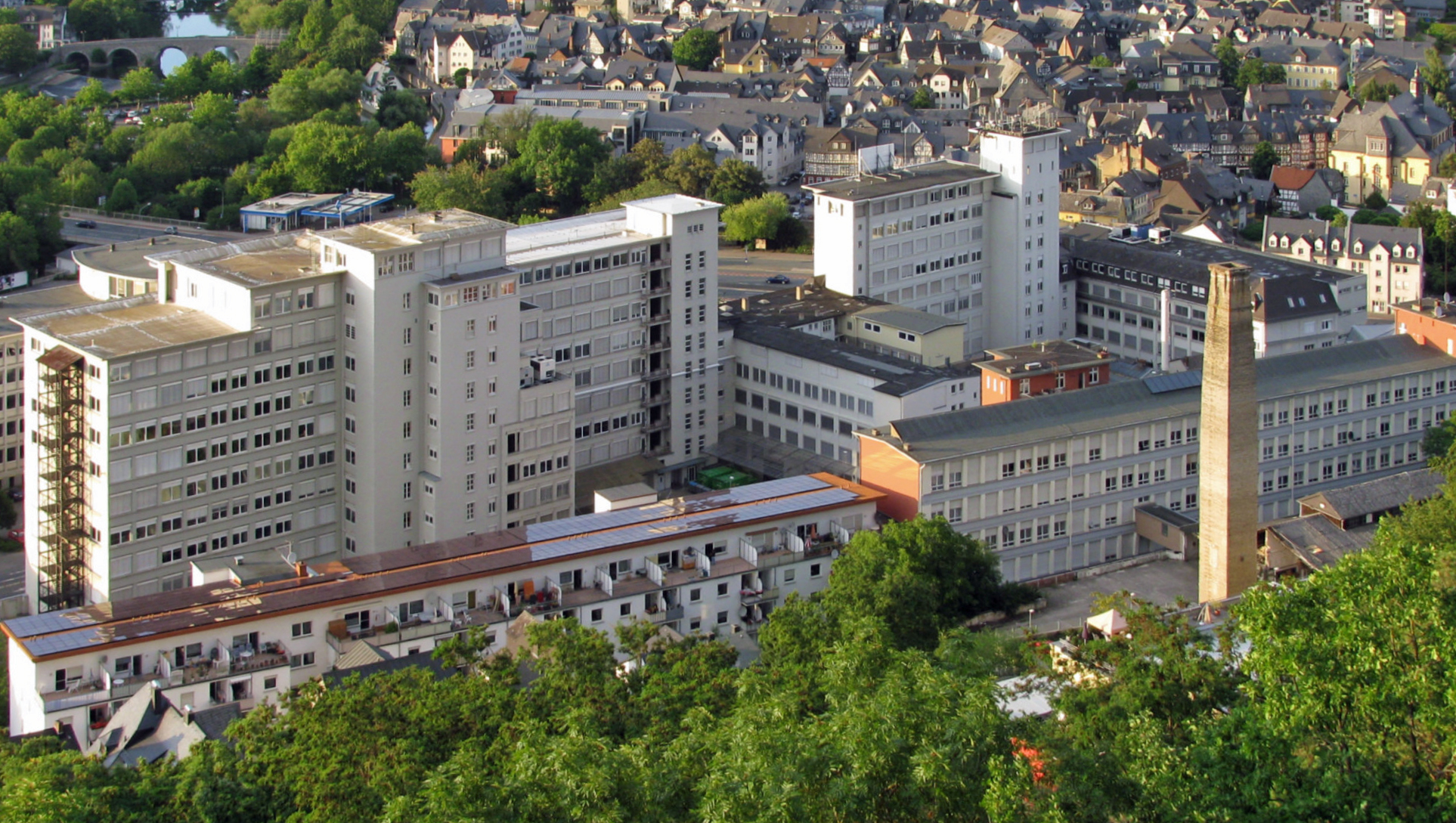
دفتر مرکزی لایکا در شهر Wetzlar آلمان

لایکا مایکروسیستمز یک شرکت در حوزه صنعت مهندسی پزشکی، فناوری‌های اندازه‌گیری و ساخت میکروسکوپ‌های نوری فعالیت دارد. دفتر مرکزی این شرکت در فرانکفورت، آلمان قرار دارد. این شرکت متشکل از ۱۰ کارخانه اصلی در ۸ کشور و مراکز خدمات رسانی و پشتیبانی در ۱۹ کشور می‌باشد. همچنین در بیش از ۱۰۰ کشور دارای نمایندگی می‌باشد.
این شرکت یکی از ۳ شرکت انشعابی از شرکت لایتس می‌باشد که در سال ۱۹۹۷ از آن مستقل شدند. شرکت لایتس در سال ۱۸۶۹ توسط ارنست لایتس یکم بنیانگذاری شد.
گردش مالی لایکا در سال ۲۰۰۸ بیش از ۱ میلیارد دلار آمریکا بوده است و در این سال این شرکت بیش از ۴۰۰۰ نفر را در سراسر جهان در استخدام خود داشته است.